# متناهی‌گرایی زمانی
به این ایده که زمان متناهی است، متناهی‌گرایی زمانی(به انگلیسی: temporal finitism) می‌گویند. محتوای این ایده مربوط به دوران پیشا-مدرن است، پیش از اینکه ریاضیات مفهموم بی‌نهایت را درک بکند و پیش از کیهان‌شناسی فیزیکی.
فلسفه ارسطو که در آثاری همچون «فیزیک» بازتاب یافته‌است، براین باور بود که اگرچه فضا متناهی است در پس بیرونی‌ترین بخش کره آسمان هیچ چیزی وجود ندارد، اما زمان نامتناهی است. این عقیده سبب برروز مشکلاتی برای فیلسوفان اسلامی، یهودی و مسیحی گشت که در تطابق مفهوم ابدی با بینش ابراهیمی در مورد آفرینش، ناتوان بودند.